# Carl Fredrik Andersson
Carl Fredrik Andersson, född 25 september 1844 i Karlstad i Värmlands län, död 28 januari 1923 i Strängnäs i Södermanlands län, var stadsbyggmästare i Karlstad.
Andersson var son till arbetskarlen Anders Ersson (Eriksson) och Cajsa Larsdotter. Han studerade vid Karlstads läroverk 1855–61. Därefter arbetade han en tid som informator innan han blev antagen vid Teknologiska institutet i Stockholm, där han studerade 1865–68. Han tjänstgjorde sedan som privatlärare i Stockholm 1868–70 och studerade samtidigt byggnadsteknik vid Stockholms stads vattenledningsbyggnad och Nykvarns pappersbruk 1868–69. Han var anställd vid Forsviks trämassefabrik och mekaniska verkstad i Västergötland 1870–72. Han tjänstgjorde som Nivellör vid Sundsvalls-Torpshammars järnvägsbygge 1872, och var stationsingenjör där 1873-75, liksom vid Dannemora-Hargs järnvägsbygge 1875-77. Sedan var han biträde vid Väg- och vattenbyggnadsstyrelsens byrå i Stockholm 1879 och assistent i geodesi vid Tekniska högskolan 1878-80.
Andersson gifte sig, troligen 1881, med Wilhelmina Alvina Therese Wahlbom, och fick barnen  Karl Elis Einar (född 1886) och Lilly Theresia (född 1889).
Andersson var stadsbyggmästare i Karlstad från 1881 fram till pensionen 1899. Han ritade bland annat en rad hus under återuppbyggandet av Karlstad efter den sista branden 1865 som ödelagt praktiskt taget hela staden: 237 av 241 tomter. År 1900 flyttade Andersson med familjen från Karlstad, först till Väddö, därefter till Norrtullsgatan i Stockholm och slutligen till Strängnäs.